# Communistische Partij van Bohemen en Moravië
De Communistische Partij van Bohemen en Moravië (Tsjechisch: Komunistická strana Čech a Moravy, KSČM) is een politieke partij in Tsjechië. De partij heeft 34.500 (2018) leden en is lid van de Europees Unitair Links/Noords Groen Links fractie in het Europees parlement.
De partij werd opgericht in 1989 door het Congres van de Communistische Partij van Tsjecho-Slowakije, welke besloten had om een partij op te richten voor het grondgebied van Bohemen en Moravië, de gebieden zouden later de Tsjechische Republiek gaan vormen.
Na een langlopende strijd met het Ministerie van Binnenlandse Zaken werd in 2008 de jeugdafdeling van de partij verboden, omdat in haar programma stond dat het privé eigendom van de productiemiddelen wil vervangen door collectieve eigendom. Na de beslissing waren er internationale protesten tegen de beslissing.

## Geschiedenis

### Politiek isolement
Na de Fluwelen Revolutie stonden de communisten jarenlang politiek buitenspel in het nieuwe, democratische Tsjechië. Anders dan veel zusterpartijen in de ex-communistische landen zwoer de Tsjechische communistische partij nooit het marxisme af.
Sinds de regionale verkiezingen van 2012 raakt de Communistische Partij van Bohemen en Moravië uit haar isolement. Samen met de sociaaldemocratische partij (CSSD) begonnen de communisten in 10 van de 13 Tsjechische regio's te besturen. Het begon een reëel scenario te worden dat de communisten ook op nationaal niveau weer aan de macht zouden komen. Maar bij de nationale verkiezingen van 2013 lukte het de linkse partijen niet om een meerderheid te halen, vanwege de opkomst van de partij ANO 2011 van miljardair Andrej Babiš.

### Terugkeer naar het centrum van de macht
De nationale doorbraak van de communistische KSČM werd hiermee voor een paar jaar uitgesteld. Sinds de verkiezingen van 2017 zoekt Babiš zelf naar een meerderheid. De communisten bleken bereid te zijn gedoogsteun aan de miljardair Babiš te verlenen, in ruil voor een belasting op kerkgebouwen. De terugkeer van de communististen op nationaal regeringsniveau werd beantwoord met protesten uit de bevolking en oppositie.